# Linea Bakerloo
La linea Bakerloo (in inglese Bakerloo line) è una linea della metropolitana di Londra. Viene indicata sulla piantina delle linee con il colore marrone. Attraversa la città in senso senso nord-ovest↔sud-est da Harrow & Wealdstone fino a Elephant & Castle, a sud del Tamigi.
È lunga 23 km e ha 25 stazioni (di cui 15 sotterranee). I treni attualmente in uso, datati 1972, sono i più vecchi dell'intera rete.

## Storia
Originariamente chiamata Baker Street & Waterloo Railway la linea fu costruita dalla Underground Electric Railways Company of London Ltd e aperta nel 1906. La contrazione del nome originario in "Bakerloo" prese rapidamente piede nell'uso comune e fu così cambiato anche il nome ufficiale.
Nel 1913, la linea Bakerloo fu estesa, dal suo capolinea nord a Baker Street in direzione ovest fornendo un collegamento con le stazioni ferroviarie di Marylebone e Paddington e la nuova stazione della metropolitana di Edgware Road. Nel 1915 la linea fu ulteriormente estesa sino alla stazione di Queen's Park, dove si collegava con la ferrovia sino a Watford Junction. Le corse per Watford furono ridotte a partire dagli anni sessanta e definitivamente concluse nel 1982 con Stonebridge Park come nuovo capolinea. Attualmente, a nord la linea termina (giornalmente dal 1988) a Harrow & Wealdstone, e i convogli della metropolitana condividono ancora gli stessi binari utilizzati da quelli delle ferrovie locali.
Nel 1939 un nuovo tratto di galleria fu costruito tra Baker Street e Finchley Road, per collegare la Bakerloo Line con il ramo di Stanmore della linea Metropolitan. Il ramo di Stanmore fece parte della Bakerloo Line sino al 1979, anno da cui ne fu separato per divenire parte della linea Jubilee.
Un'estensione della linea a sud, verso Camberwell, fu proposta nel 1949 ma mai realizzata.

## Mappa
Il diagramma della linea è disponibile online.

## Stazioni
elencate da nord a sud
Nota: tra Watford Junction e Queen's Park, la Bakerloo Line utilizzava linee di superficie e stazioni appartenenti alla London and North Western Railway (successivamente British Railway e Silverlink). Queste stazioni erano e molte di esse sono tuttora utilizzate sia dalla metropolitana che dalla ferrovia.
| Stazione                        | Immagine | Aperta           | Altre informazioni |
| ------------------------------- | -------- | ---------------- | --- |
| Harrow & Wealdstone             |          | 16 aprile 1917   | Chiusa il 24 settembre 1982. Riaperta il 4 giugno 1984.                                                                              |
| Kenton                          |          | 16 aprile 1917   | Chiusa il 24 settembre 1982. Riaperta il 4 giugno 1984.                                                                              |
| South Kenton                    |          | 3 luglio 1933    | Chiusa il 24 settembre 1982. Riaperta il 4 giugno 1984.                                                                              |
| North Wembley                   |          | 16 aprile 1917   | Chiusa il 24 settembre 1982. Riaperta il 4 giugno 1984.                                                                              |
| Wembley Centrale                |          | 16 aprile 1917   | Aperta con il nome Wembley Central per Sudbury. Rinominata il 5 luglio 1948. Chiusa il 24 settembre 1982. Riaperta il 4 giugno 1984. |
| Stonebridge Park                |          | 1º agosto 1917   | |
| Harlesden                       |          | 16 aprile 1917   | |
| Willesden Junction              |          | 10 maggio 1915   | |
| Kensal Green                    |          | 1º ottobre 1916  | |
| Queen's Park                    |          | 11 febbraio 1915 | |
| Kilburn Park                    |          | 31 gennaio 1915  | |
| Maida Vale                      |          | 6 giugno 1915    | |
| Warwick Avenue                  |          | 31 gennaio 1915  | |
| Paddington (treni per Heathrow) |          | 1º dicembre 1913 | |
| Edgware Road                    |          | 15 giugno 1907   | |
| Marylebone                      |          | 27 marzo 1907    | Aperta come Great Central. Rinominata il 15 aprile 1917                                                                              |
| Baker Street                    |          | 10 marzo 1906    | |
| Regent's Park                   |          | 10 marzo 1906    | |
| Oxford Circus                   |          | 10 marzo 1906    | |
| Piccadilly Circus               |          | 10 marzo 1906    | |
| Charing Cross                   |          | 10 marzo 1906    | |
| Embankment                      |          | 10 marzo 1906    | |
| Waterloo                        |          | 10 marzo 1906    | |
| Lambeth North                   |          | 10 marzo 1906    | Aperta come Kennington Road. Rinominata Westminster Bridge Road il 5 agosto 1906 e quindi Lambeth North il 15 aprile 1917            |
| Elephant & Castle               |          | 5 agosto 1906    | |

### Ex stazioni

#### Diramazione Watford
Dal 1917 e fino al 1982, i treni della Bakerloo proseguivano oltre la stazione di Harrow & Wealdstone verso quella di Watford Junction. Queste stazioni continuano ad essere servite dalla London Overground. In tal caso gli attuali servizi London Overground a nord di Queen's Park cesseranno.
| Stazione            | Aperta         | Servita per l'ultima volta | Altre informazioni                                                                  |
| ------------------- | -------------- | -------------------------- | ----------------------------------------------------------------------------------- |
| Watford Junction    | 16 aprile 1917 | 16 settembre 1982          |                                                                                     |
| Watford High Street | 16 aprile 1917 | 24 settembre 1982          |                                                                                     |
| Bushey & Oxhey      | 16 aprile 1917 | 24 settembre 1982          | Rinominata come Bushey il 6 maggio 1974                                             |
| Carpenders Park     | 5 aprile 1919  | 24 settembre 1982          | Chiusa il 16 novembre 1952. Riaperta in nuova sede il 17 novembre 1952              |
| Pinner & Hatch End  | 16 aprile 1917 | 24 settembre 1982          | Rinominata Hatch End (per Pinner): 1º febbraio 1920. Rinominata Hatch End nel 1956. |
| Headstone Lane      | 16 aprile 1917 | 24 settembre 1982          |                                                                                     |

#### Diramazione Stanmore
La diramazione Stanmore venne costruita originariamente per la Linea Metropolitan e trasferita alla Bakerloo line nel 1939. Venne poi trasferita alla Linea Jubilee il 1º maggio 1979. Essa si congiungeva al ramo principale della linea alla stazione di Baker Street.
- Stanmore
- Canons Park
- Queensbury
- Kingsbury
- Wembley Park
- Neasden
- Dollis Hill
- Willesden Green
- Kilburn
- West Hampstead
- Finchley Road
- Swiss Cottage
- St John's Wood